# Giardino di Daniel Spoerri
Il Giardino di Daniel Spoerri è un parco artistico situato nel comune di Seggiano, in provincia di Grosseto.
Il parco-giardino si estende su di una proprietà di circa 16 ettari tra il borgo di Seggiano e la frazione di Pescina, sul monte Amiata, in una località indicata geograficamente con il nome di Paradiso. Al suo interno sono esposte 115 opere di quasi 60 artisti diversi provenienti da tutto il mondo, invitati negli anni dallo stesso Spoerri.

## Storia
Il parco è stato ideato dall'artista Daniel Spoerri il quale, dopo aver vissuto a Parigi, Düsseldorf, Simi, e molti altri luoghi, arrivò negli anni novanta in Toscana, prima a Arcidosso e poi a Seggiano, nel 1992, dando vita in quest'ultimo luogo, presso la sua abitazione-laboratorio, all'idea di un parco-museo di sculture ed installazioni, aperto nel 1997.
Nei successivi anni Spoerri decide di aprire il progetto ad altri artisti, suoi amici o collaboratori di lungo tempo, come Eva Aeppli, Jean Tinguely, Arman: con la pluralità di espressioni si mantiene quindi allo stesso tempo il carattere personale del luogo, che verrà definito come ''diario di poesie'' di Daniel, a cui persone a lui vicine sono invitate a contribuire.  La lunga lista di opere continua tutt'ora ad essere ampliata con vari contributi esterni o dello stesso autore.
La fondazione "Il Giardino di Daniel Spoerri - Hic Terminus Haeret", istituita nel 1997  congiuntamente all'inaugurazione del parco, e riconosciuta dal Ministero della Cultura, ne amministra ora tutti gli aspetti, dalla manutenzione alla promozione, fino alla gestione degli appartamenti interni ala parco in cui è possibile soggiornare. Negli anni la fondazione si anche dotata di una vasta biblioteca di storia dell'arte, specializzata in temi e autori presenti nel parco o di ispirazione per la realizzazione dello stesso.

## Opere esposte
Il percorso, all'interno dei 16 ettari di parco, si dipana fra ampi spazi erbosi e boschetti con un andamento apparentemente casuale; le opere d'arte contemporanea si dispongono in ordine sparso integrandosi e mimetizzandosi nel paesaggio. Oltre al percorso scultoreo esiste anche un percorso botanico in cui molte piante sono contraddistinte da un cartellino che ne sottolinea la specie e le curiosità. Inoltre, per ogni artista presente nel parco è presente un esemplare di olivo tipico del territorio e noto con il nome di "olivastra seggianese".

### Opere di Daniel Spoerri
Questo l'elenco delle opere artistiche presenti nel parco che sono state realizzate da Daniel Spoerri:
- Bibendum, 1998, bronzo.
- Colonna del ri-nascimento, 1987-1991, bronzo.
- Tavolo di marmo, 1992, gambe di scarti di fonderia.
- Unicorni/Ombelico del mondo, 1991, nove pezzi in bronzo.[2]
- Idolo, 1990, bronzo.
- Ingresso vietato senza pantofole, 1986, bronzo.
- Colazione eterna, 1994, bronzo.
- Pranzo eterno, 1994, bronzo.
- Il gocciolatoio di tritacarne, 1962-1991, bronzo.
- La tazza, 1991, bronzo e capitelli in marmo rosso di Venezia.
- I giocolieri, 1985, sette figure in bronzo.
- I giurati, 1985, dodici figure in bronzo e scala in tufo.
- I manichini, 1992, sette figure in bronzo.
- Guerrieri della notte, 1982, tredici pezzi in bronzo.[2]
- Tintin - l'elefante, 1993, bronzo.
- Albero dei crani, 1993, bronzo.
- Mazzo di fiori, 1994, ferro, specchio, marmot.
- La bella e la bestia, 1985-1996, bronzo.
- Il diavolo e la donna impudica, 1985-1997, bronzo, pietra e filo spinato.
- Santo Grappa, 1970, bronzo.
- Il licantropino, 1997, bronzo.
- Capella dei crani, 1997, collezione di crani di monaci tibetani, crani di scimmia e teste di mummie egiziane e copte.
- La tomba del poeta, 1997, bronzo, edera, pietra.
- La voliera degli uccelli addormentati, 1997, collezione di nature morte tra il XIX e il XX secolo, bronzo, ferro, mattoni.
- La serra dei fiori elettrici, 1997, struttura in alluminio.
- Il galletto e la mantide irreligiosa, 1992, bronzo.
- Divano d'erba, 1985-1993, erba, ferro, terra.[2]
- Sentiero murato labirintiforme, 1996-1998.[2]
- Il guardone, 1996-1998, oculare, ferro, bronzo.
- Chambre No. 13 de l'Hotel Carcasonne, Rue Mouffetard 24, Paris, 1959-1965, 1998, bronzo.[2]
- Forno Trullo-teste-fumanti, 1995-2000, pietra, bronzo.
- La fossa comune dei cloni, 2000, bronzo, mattoni.
- La piramide della donna sul bastone nodoso, 1999-2001, ferro, bronzo.
- Otto incubi magri, 2002, bronzo.
- La Bersagliera, 2002-2003, bronzo.
- Mucchio di ferri da cavallo e catene, 2004-2005, pietra, ferro, colore.
- L'Orto delle urne, 2005, bastoni da passeggio, urne e piante di pomodori.
- Bianco? Nero?, 2005, bronzo, ferro.
- Corridoio di Damocle, 2002-2008, ferro, falce.
- Duodecim ultimae cenae de claris mulieribus, 2008, marmo di Carrara.
- Il pontecino del gorilla, 2008, bronzo, mattoni.
- "Tarot", 2008, bronzo.
- Il Fantasma, 2011, marmo delle cave Michelangelo di Carrara.
- Le rane acrobatice, 2008, bronzo.
- Il funerale del tableau-piège, 1982-2012, bronzo.
- Buddha nell'albero, 2009, bronzo.

### Opere di altri artisti
Questo l'elenco delle opere scultoree presenti nel parco:
- Eva Aeppli (Zofingen, 1925 – Honfleur, 2015)[6]
  - Alcune debolezze umane, 1994, bronzo su basamento di marmo verde.
  - L'altro lato, 1974-1980, bronzo.
  - Erinni (Furie), 1977-1978, 1999, bronzo su colonne di marmo nero.
  - I Pianeti, bronzo su colonne di marmo rosa.
  - Lo Zodiaco, 1979-1980, 1999, bronzo su colonne di marmo giallo.
  - Nove aspetti astrologici, 1977-1984, 2000, bronzo su colonne di basalto.
  - Othello e Desdemona, 1990-1991, tessuto, ferro e motore.
- Arman (Nizza, 1928 – New York, 2005)[6]
  - Monumento sedentario, 1999-2000, ferro, aratri, morgani, rastrelli.
- Till Augustin (Bernried am Starnberger See, 1951)[6]
  - Il nodo gordiano, 1998-2001, filo di acciaio zincato a fuoco.
- Ay-o (Ibaraki, 1931)[6]
  - Banzai, Banzai, Banzai, 1983-2001, bronzo.
- Roberto Barni (Pistoia, 1939)[6]
  - Continuo, 1995-2000, bronzo.
- Giampaolo di Cocco (Firenze, 1947)[6]
  - Trivial/Catalina III, 1992-2008, ferro zincato, marmo inciso, vetro.
  - Ars Moriendi, 2006, legno, piombo, resina.
- Erik Dietman (Jönköping, 1937 – Parigi, 2002)[6]
  - Les nains diaboliques protégent les oliviers et Dadanier, 1998, ghisa.
- Ugo Dossi (Monaco, 1943)[6]
  - Il Bacio, 2010, ferro.
- Katharina Duwen (Monaco, 1962)[6]
  - Rifiuti dell'età del bronzo, 1997, bronzo, pietra.
- Olivier Estoppey (Lucerna, 1951)[6]
  - Dies Irae (Jour de colere), 2001-2002, cemento armato.
- Karl Gerstner (Basilea, 1930)[6]
  - Il bosco di Platone, 1998, idropittura su tronchi d'albero.
- Luciano Ghersi (Genova, 1952)[6]
  - Il ritrovo dei fachiri, 1998, ferro, ottone, filo spinato.
- Alfonso Hüppi (Friburgo, 1935)[6]
  - La torre degli amanti, 1997, mattoni, bronzo, ferro, marmot.
  - La doccionella pisciona, 1977-2000, bronzo.
- Dani Karavan (Tel Aviv, 1930 – 2021)[6]
  - Adamo ed Eva, 2002, olivo dorato.
- Jürgen Knubben (Rottweil, 1955)[6]
  - Due lenti d'accaio, una torre pendente e cinque geodi, 1997-2002, acciaio, pietre preistoriche.
- Zoltan Ludwig Kruse (1954)[6]
  - I tre troni, 2001, bronzo, ferro, pietra, rame.
- Juliane Kühn (Marburg, 1967)[6]
  - Nanetto da giardino schiacciato, 2000, vetroresina.
- Nam June Paik (Seul, 1932 – Miami, 2006)[6]
  - "Fai qualcosa grande come la Torre Eiffel", marmo.
- Bernhard Luginbühl (Berna, 1929 – Langnau im Emmental, 2011)[6]
  - Monumento al contadino, 1998, ferro.
- Ursi Luginbühl (Basilea, 1936)[6]
  - Il guardiano della soglia, 1997-2000, bronzo.
- Luigi Mainolfi (Rotondi Valle Caudina, 1948)[6]
  - Terra fertile, 1999-2000, ferro, terracotta.
- Luciano Massari (Carrara, 1956)[6]
  - Isola nell'isola, 2007, marmo di Carrara.
- Aldo Mondino (Torino, 1938 – 2005)[6]
  - Grande Arabesque, 1995, bronzo.
- Birgit Neumann (Offenbach, 1957)[6]
  - Coda cavallina (Equiseto), 1977, ceramica.
- Josef Maria Odermatt (Stans, 1934 – Oberdorf, 2011)[6]
  - Senza titolo, ferro.
- Meret Oppenheim (Berlino, 1913 – Basilea, 1985)[6]
  - Fontana di Hermes, 1966, bronzo, mattoni in basaltino, pietra.
- Graziano Pompili (Fiume, 1943)[6]
  - Poeticamente abita l'uomo, 2006, croste di marmo, erba.
- Josef Pleier (1959)[6]
  - Pietra solare, 2003, basalto.
- Bernhard Pras (Roumazières, 1952)[6]
  - Inventario/Donna e bambino, 2008, plastica, ceramica.
- Giovanni Rizzoli (Venezia, 1963)[6]
  - Pleasurepain (Extasi), 2002, bronzo.
- Rosa Roedelius (Forst, 1975)[6]
  - Il sogno della torta, 2010, ferro.
- Dieter Roth (Hannover, 1930 – Basilea, 1998)[6]
  - Fax scampanellante, 1970, 1998, computer, tronchi di ciliegio, edera.
- Susanne Runge (Monaco, 1959)[6]
  - Scala mobile – banco immobile, 2000, alluminio.
- Kimitake Sato (Hiogo, 1969)[6]
  - Maschera Zura in stile origami, 2000, ferro.
- Uwe Schloen (Kuhstedt, 1958)[6]
  - Villaggio di bunker, 1994-2000, legno, piombo.
- Pavel Schmidt (Bratislava, 1956)[6]
  - Non aprire prima che il treno sia fermo, 1996-1997, ferro, pietra.
  - Acqua majm wasser l'eau water voda nero agua, pompa in ghisa.
- Nora Schöpfer (Innsbruck, 1962)[6]
  - Spazio-tempo (Volume virtuale), 2006, filo plastificato.
- Martin Schwarz (Winterthur, 1946)[6]
  - Piccola Svizzera, 2006, bronzo.
- Esther Seidel (Ludwigsburg, 1964)[6]
  - Il visitatore, 1998-2000, bronzo.
  - Il veggente, 1996-1997, bronzo, travertino, design dello spazio per l'installazione di Patrick Steiner.
- Carolein Smit (Amersfoort, 1960)[6]
  - Grotta di Maddalena, 2006-2008, ceramica bianca.
- Jesús-Rafael Soto (Ciudad Bolivar, 1923 – Parigi, 2005)[6]
  - Penetrabile sonoro, 1997, telaio in ferro con tubi in alluminio.
- Mauro Staccioli (Volterra, 1937 – Milano, 2018)[6]
  - Arco rampante, 2008-2009, acciaio corten.
- Paul Talman (Zurigo, 1932 – Ueberstorf, 1987)[6]
  - Cattedrale no. 6, 1987, marmo bianco di Carrara su basamento di marmo nero.
- André Thomkins (Lucerna, 1930 – Berlino, 1985)[6]
  - 21 Palindromi, 1968, lettere in ceramica su targhe stradali.
- Jean Tinguely (Friburgo, 1925 – Berna, 1991)[6]
  - Grande lampadario per D.S., ferro, motore, lampade, ossa.
  - Othello e Desdemona, 1991, ferro, motore, tessuto.
- Roland Topor (Parigi, 1938 – 1997)[6]
  - La lettrice sarta, 1997, bronzo, marmo.
  - Bozzetto originale di Mamma Muntagna, 1976, realizzata nel 2005 da Esther Seidel e Simone d'Angiolo, pietra di sabbia.
- Not Vital (Sent, 1948)[6]
  - Daniel Nijinski Superstar, 1997, resina sintetica.
- Paul Wiedmer (Burgdorf, 1947)[6]
  - Drago, 1998, ferro, edera, vite.
- Erwin Wurm (Bruck an der Mur, 1954)[6]
  - Doppelhose, 2011, bronzo laccato.[7]

## Filmografia
- Magdalena Kauz (regia), Der Garten des Daniel Spoerri, Vienna, ORF, 1999 (VHS, 55 minuti).